# والیبال قهرمانی زیر ۱۹ سال پسران جهان ۲۰۱۹
والیبال قهرمانی زیر ۱۹ سال پسران جهان ۲۰۱۹ (انگلیسی: 2019 FIVB Volleyball Boys' U19 World Championship)، شانزدهمین دوره مسابقات والیبال قهرمانی زیر ۱۹ سال پسران جهان است که به میزبانی تونس و در تاریخ ۳۰–۲۱ ژوئیه ۲۰۱۹ در شهر تونس برگزار شد. ۱۶ تیم از ۵ قاره در این مسابقات شرکت کردند.

## تیم‌های حاضر
| چگونگی صعود                            | تاریخ                  | میزبان        | تعداد سهمیه | تیم‌های انتخاب شده   |
| -------------------------------------- | ---------------------- | ------------- | ----------- | ------------------- |
| میزبان                                 | ۲۸ اوت ۲۰۱۸            | لوزان         | ۱           | تونس                |
| قهرمانی اروپا ۲۰۱۸                     | ۷–۱۵ آوریل ۲۰۱۸        | زلین & پوخو   | ۶           | آلمان               |
| قهرمانی اروپا ۲۰۱۸                     | ۷–۱۵ آوریل ۲۰۱۸        | زلین & پوخو   | ۶           | چک                  |
| قهرمانی اروپا ۲۰۱۸                     | ۷–۱۵ آوریل ۲۰۱۸        | زلین & پوخو   | ۶           | ایتالیا             |
| قهرمانی اروپا ۲۰۱۸                     | ۷–۱۵ آوریل ۲۰۱۸        | زلین & پوخو   | ۶           | روسیه               |
| قهرمانی اروپا ۲۰۱۸                     | ۷–۱۵ آوریل ۲۰۱۸        | زلین & پوخو   | ۶           | بلاروس              |
| قهرمانی اروپا ۲۰۱۸                     | ۷–۱۵ آوریل ۲۰۱۸        | زلین & پوخو   | ۶           | بلغارستان           |
| قهرمانی آمریکای شمالی ۲۰۱۸             | ۶–۱۰ ژوئن ۲۰۱۸         | سان خوزه      | ۲           | کوبا                |
| قهرمانی آمریکای شمالی ۲۰۱۸             | ۶–۱۰ ژوئن ۲۰۱۸         | سان خوزه      | ۲           | ایالات متحده آمریکا |
| قرمانی آسیا ۲۰۱۸                       | ۲۶ ژوئن - ۶ ژوئیه ۲۰۱۸ | تبریز         | ۴           | ژاپن                |
| قرمانی آسیا ۲۰۱۸                       | ۲۶ ژوئن - ۶ ژوئیه ۲۰۱۸ | تبریز         | ۴           | کرهٔ جنوبی           |
| قرمانی آسیا ۲۰۱۸                       | ۲۶ ژوئن - ۶ ژوئیه ۲۰۱۸ | تبریز         | ۴           | ایران               |
| قرمانی آسیا ۲۰۱۸                       | ۲۶ ژوئن - ۶ ژوئیه ۲۰۱۸ | تبریز         | ۴           | تایوان              |
| بازی‌های آفریقایی جوانان ۲۰۱۸           | ۱۹–۲۴ ژوئیه ۲۰۱۸       | الجزیره       | ۲           | نیجریه              |
| بازی‌های آفریقایی جوانان ۲۰۱۸           | ۱۹–۲۴ ژوئیه ۲۰۱۸       | الجزیره       | ۲           | مصر                 |
| قهرمانی آمریکای جنوبی ۲۰۱۸             | ۲۴–۲۸ اکتبر ۲۰۱۸       | سوپو          | ۳           | برزیل               |
| قهرمانی آمریکای جنوبی ۲۰۱۸             | ۲۴–۲۸ اکتبر ۲۰۱۸       | سوپو          | ۳           | آرژانتین            |
| قهرمانی آمریکای جنوبی ۲۰۱۸             | ۲۴–۲۸ اکتبر ۲۰۱۸       | سوپو          | ۳           | کلمبیا              |
| جام پان امریکن ۲۰۱۹ برای آمریکای شمالی | ۲۴–۲۹ آوریل ۲۰۱۹       | سانتو دومینگو | ۲           | مکزیک               |
| جام پان امریکن ۲۰۱۹ برای آمریکای شمالی | ۲۴–۲۹ آوریل ۲۰۱۹       | سانتو دومینگو | ۲           | دومینیکن            |
| مجموع                                  | مجموع                  | مجموع         | مجموع       | ۲۰                  |

## قرعه کشی

### گروه‌بندی
| گروه A | گروه B    | گروه C   | گروه D              |
| ------ | --------- | -------- | ------------------- |
| تونس   | ایران     | ژاپن     | روسیه               |
| برزیل  | چک        | مصر      | کرهٔ جنوبی           |
| کوبا   | ایتالیا   | آرژانتین | ایالات متحده آمریکا |
| تایوان | کلمبیا    | آلمان    | نیجریه              |
| بلاروس | بلغارستان | مکزیک    | دومینیکن            |

## روش رتبه‌بندی تیم‌ها در گروه
1. تعداد بازی‌های برده
2. امتیاز
3. نسبت ست‌های برده به ست‌های باخته
4. نسبت امتیاز برده به امتیازهای باخته
5. بازی رو در رو

- اگر بازی با نتیحه ۳–۰ یا ۳–۱ به پایان برسد تیم برنده ۳ و تیم بازنده ۰ امتیاز می‌گیرد
- اگر بازی با نتیحه ۳–۲ به پایان برسد تیم برنده ۲ و تیم بازنده ۱ امتیاز می‌گیرد

### گروه A
|      |        | بازی | بازی | امتیاز | ست  | ست   | ست    | امتیاز | امتیاز | امتیاز |
| رتبه | تیم    | برد  | باخت | امتیاز | برد | باخت | نسبت  | برد    | باخت   | نسبت   |
| ---- | ------ | ---- | ---- | ------ | --- | ---- | ----- | ------ | ------ | ------ |
| ۱    | کوبا   | ۳    | ۰    | ۸      | ۹   | ۳    | ۳٫۰۰۰ | ۲۸۸    | ۲۵۱    | ۱٫۱۴۷  |
| ۲    | برزیل  | ۲    | ۱    | ۷      | ۸   | ۴    | ۲٫۰۰۰ | ۲۸۸    | ۲۶۰    | ۱٫۱۰۸  |
| ۳    | بلاروس | ۱    | ۲    | ۳      | ۶   | ۸    | ۰٫۷۵۰ | ۲۹۳    | ۲۸۸    | ۱٫۰۱۷  |
| ۴    | تونس   | ۱    | ۲    | ۲      | ۳   | ۸    | ۰٫۳۷۵ | ۲۱۶    | ۲۶۲    | ۰٫۸۲۴  |
| ۵    | تایوان | ۰    | ۲    | ۱      | ۳   | ۶    | ۰٫۵۰۰ | ۱۶۸    | ۱۹۲    | ۰٫۸۷۵  |

| تاریخ  | ساعت  |        | امتیاز |        | ست ۱  | ست ۲  | ست ۳  | ست ۴  | ست ۵  | مجموع   | گزارش     |
| ------ | ----- | ------ | ------ | ------ | ----- | ----- | ----- | ----- | ----- | ------- | --------- |
| ۲۱-Aug | ۱۰:۰۰ | تایوان | ۲–۳    | بلاروس | ۱۵–۲۵ | ۲۵–۲۲ | ۱۶–۲۵ | ۲۵–۱۳ | ۵–۱۵  | ۸۶–۱۰۰  | P2 Report |
| ۲۱-Aug | ۲۲:۰۰ | کوبا   | ۳–۰    | تونس   | ۲۵–۲۲ | ۲۵–۱۴ | ۲۵–۱۸ |       |       | ۷۵–۵۴   | P2 Report |
| ۲۲-Aug | ۱۶:۳۰ | کوبا   | ۳–۲    | برزیل  | ۲۳–۲۵ | ۲۱–۲۵ | ۲۵–۲۲ | ۲۵–۱۸ | ۲۷–۲۵ | ۱۲۱–۱۱۵ | P2 Report |
| ۲۲-Aug | ۱۹:۳۰ | تونس   | ۳–۲    | بلاروس | ۲۵–۲۲ | ۱۵–۲۵ | ۲۵–۲۳ | ۲۵–۲۷ | ۱۵–۱۲ | ۱۰۵–۱۰۹ | P2 Report |
| ۲۳-Aug | ۱۰:۰۰ | تایوان | ۱–۳    | کوبا   | ۱۸–۲۵ | ۲۵–۱۷ | ۱۹–۲۵ | ۲۰–۲۵ |       | ۸۲–۹۲   | P2 Report |
| ۲۳-Aug | ۱۹:۳۰ | برزیل  | ۳–۰    | تونس   | ۲۷–۲۵ | ۲۵–۱۷ | ۲۵–۱۴ |       |       | ۷۷–۵۶   | P2 Report |
| ۲۴-Aug | ۱۳:۰۰ | بلاروس | ۱–۳    | برزیل  | ۱۶–۲۵ | ۲۵–۱۹ | ۲۵–۲۷ | ۱۷–۲۵ |       | ۸۳–۹۶   |           |
| ۲۴-Aug | ۱۹:۳۰ | تونس   | ۰–۰    | تایوان |       |       |       |       |       |         |           |
| ۲۵-Aug | ۱۰:۰۰ | بلاروس | ۰–۰    | کوبا   |       |       |       |       |       |         |           |
| ۲۵-Aug | ۱۹:۳۰ | برزیل  | ۰–۰    | تایوان |       |       |       |       |       |         |           |

### گروه B
|      |           | بازی | بازی | امتیاز | ست  | ست   | ست    | امتیاز | امتیاز | امتیاز |
| رتبه | تیم       | برد  | باخت | امتیاز | برد | باخت | نسبت  | برد    | باخت   | نسبت   |
| ---- | --------- | ---- | ---- | ------ | --- | ---- | ----- | ------ | ------ | ------ |
| ۱    | چک        | ۳    | ۱    | ۹      | ۹   | ۳    | ۳٫۰۰۰ | ۲۶۴    | ۲۳۲    | ۱٫۱۳۸  |
| ۲    | ایتالیا   | ۳    | ۰    | ۸      | ۹   | ۲    | ۴٫۵۰۰ | ۲۵۸    | ۱۷۷    | ۱٫۴۵۸  |
| ۳    | ایران     | ۲    | ۱    | ۶      | ۶   | ۵    | ۱٫۲۰۰ | ۲۵۲    | ۲۴۱    | ۱٫۰۴۶  |
| ۴    | بلغارستان | ۰    | ۳    | ۱      | ۳   | ۹    | ۰٫۳۳۳ | ۲۳۱    | ۲۷۹    | ۰٫۸۲۸  |
| ۵    | کلمبیا    | ۰    | ۳    | ۰      | ۱   | ۹    | ۰٫۱۱۱ | ۱۷۴    | ۲۵۰    | ۰٫۶۹۶  |

| تاریخ  | ساعت  |           | امتیاز |           | ست ۱  | ست ۲  | ست ۳  | ست ۴  | ست ۵ | مجموع  | گزارش     |
| ------ | ----- | --------- | ------ | --------- | ----- | ----- | ----- | ----- | ---- | ------ | --------- |
| ۲۱-Aug | ۱۳:۰۰ | بلغارستان | ۲–۳    | ایتالیا   | ۱۴–۲۵ | ۲۵–۲۱ | ۱۷–۲۵ | ۲۵–۲۲ | ۷–۱۵ | ۸۸–۱۰۸ | P2 Report |
| ۲۱-Aug | ۱۶:۰۰ | چک        | ۳–۰    | کلمبیا    | ۲۵–۱۳ | ۲۵–۱۶ | ۲۵–۱۷ |       |      | ۷۵–۴۶  | P2 Report |
| ۲۲-Aug | ۱۰:۰۰ | ایتالیا   | ۳–۰    | چک        | ۲۵–۱۴ | ۲۵–۱۲ | ۲۵–۱۳ |       |      | ۷۵–۳۹  | P2 Report |
| ۲۲-Aug | ۱۳:۰۰ | ایران     | ۳–۱    | بلغارستان | ۲۵–۲۱ | ۲۱–۲۵ | ۲۵–۲۲ | ۲۵–۲۰ |      | ۹۶–۸۸  | P2 Report |
| ۲۳-Aug | ۱۳:۰۰ | چک        | ۳–۰    | ایران     | ۲۵–۱۷ | ۲۵–۱۷ | ۲۵–۲۲ |       |      | ۷۵–۵۶  | P2 Report |
| ۲۳-Aug | ۱۶:۳۰ | کلمبیا    | ۰–۳    | ایتالیا   | ۱۸–۲۵ | ۱۹–۲۵ | ۱۳–۲۵ |       |      | ۵۰–۷۵  | P2 Report |
| ۲۴-Aug | ۱۰:۰۰ | ایران     | ۳–۱    | کلمبیا    | ۲۵–۲۷ | ۲۵–۲۱ | ۲۵–۱۷ | ۲۵–۱۳ |      | ۱۰۰–۷۸ | P2 Report |
| ۲۴-Aug | ۱۶:۳۰ | بلغارستان | ۰–۳    | چک        | ۲۲–۲۵ | ۱۱–۲۵ | ۲۲–۲۵ |       |      | ۵۵–۷۵  | P2 Report |
| ۲۵-Aug | ۱۳:۰۰ | کلمبیا    | ۰–۰    | بلغارستان |       |       |       |       |      |        |           |
| ۲۵-Aug | ۱۶:۳۰ | ایتالیا   | ۰–۰    | ایران     |       |       |       |       |      |        |           |

### گروه C
|      |          | بازی | بازی | امتیاز | ست  | ست   | ست    | امتیاز | امتیاز | امتیاز |
| رتبه | تیم      | برد  | باخت | امتیاز | برد | باخت | نسبت  | برد    | باخت   | نسبت   |
| ---- | -------- | ---- | ---- | ------ | --- | ---- | ----- | ------ | ------ | ------ |
| ۱    | مصر      | ۴    | ۰    | ۱۰     | ۱۲  | ۵    | ۲٫۴۰۰ | ۳۷۳    | ۳۴۹    | ۱٫۰۶۹  |
| ۲    | ژاپن     | ۲    | ۱    | ۷      | ۸   | ۳    | ۲٫۶۶۷ | ۲۴۹    | ۲۱۰    | ۱٫۱۸۶  |
| ۳    | آلمان    | ۱    | ۲    | ۴      | ۵   | ۷    | ۰٫۷۱۴ | ۲۶۰    | ۲۶۱    | ۰٫۹۹۶  |
| ۴    | آرژانتین | ۱    | ۲    | ۳      | ۵   | ۷    | ۰٫۷۱۴ | ۲۵۵    | ۲۷۲    | ۰٫۹۳۸  |
| ۵    | مکزیک    | ۰    | ۳    | ۰      | ۱   | ۹    | ۰٫۱۱۱ | ۱۹۸    | ۲۴۲    | ۰٫۸۱۸  |

| تاریخ  | ساعت  |          | امتیاز |          | ست ۱  | ست ۲  | ست ۳  | ست ۴  | ست ۵  | مجموع  | گزارش     |
| ------ | ----- | -------- | ------ | -------- | ----- | ----- | ----- | ----- | ----- | ------ | --------- |
| ۲۱-Aug | ۱۰:۰۰ | مکزیک    | ۱–۳    | آرژانتین | ۲۱–۲۵ | ۲۵–۱۷ | ۱۴–۲۵ | ۲۰–۲۵ |       | ۸۰–۹۲  | P2 Report |
| ۲۱-Aug | ۱۳:۰۰ | مصر      | ۳–۲    | آلمان    | ۱۷–۲۵ | ۲۷–۲۵ | ۲۵–۱۷ | ۱۳–۲۵ | ۱۷–۱۵ | ۹۹–۱۰۷ | P2 Report |
| ۲۲-Aug | ۱۰:۰۰ | آرژانتین | ۱–۳    | مصر      | ۲۳–۲۵ | ۱۶–۲۵ | ۲۵–۲۱ | ۱۲–۲۵ |       | ۷۶–۹۶  | P2 Report |
| ۲۲-Aug | ۱۳:۰۰ | ژاپن     | ۳–۰    | مکزیک    | ۲۵–۱۷ | ۲۵–۲۱ | ۲۵–۱۳ |       |       | ۷۵–۵۱  | P2 Report |
| ۲۳-Aug | ۱۰:۰۰ | مصر      | ۳–۲    | ژاپن     | ۲۵–۱۹ | ۲۵–۲۰ | ۲۳–۲۵ | ۱۵–۲۵ | ۱۵–۱۰ | ۱۰۳–۹۹ | P2 Report |
| ۲۳-Aug | ۱۳:۰۰ | آلمان    | ۳–۱    | آرژانتین | ۲۵–۲۱ | ۲۲–۲۵ | ۲۵–۲۰ | ۲۵–۲۱ |       | ۹۷–۸۷  | P2 Report |
| ۲۴-Aug | ۱۰:۰۰ | ژاپن     | ۳–۰    | آلمان    | ۲۵–۱۴ | ۲۵–۲۲ | ۲۵–۲۰ |       |       | ۷۵–۵۶  | P2 Report |
| ۲۴-Aug | ۱۳:۰۰ | مکزیک    | ۰–۳    | مصر      | ۲۳–۲۵ | ۲۳–۲۵ | ۲۱–۲۵ |       |       | ۶۷–۷۵  | P2 Report |
| ۲۵-Aug | ۱۰:۰۰ | آلمان    | ۰–۰    | مکزیک    |       |       |       |       |       |        |           |
| ۲۵-Aug | ۱۳:۰۰ | آرژانتین | ۰–۰    | ژاپن     |       |       |       |       |       |        |           |

### گروه D
|      |                     | بازی | بازی | امتیاز | ست  | ست   | ست     | امتیاز | امتیاز | امتیاز |
| رتبه | تیم                 | برد  | باخت | امتیاز | برد | باخت | نسبت   | برد    | باخت   | نسبت   |
| ---- | ------------------- | ---- | ---- | ------ | --- | ---- | ------ | ------ | ------ | ------ |
| ۱    | دومینیکن            | ۰    | ۰    | ۰      | ۰   | ۰    | بیشینه | ۰      | ۰      | بیشینه |
| ۲    | ایالات متحده آمریکا | ۰    | ۰    | ۰      | ۰   | ۰    | بیشینه | ۰      | ۰      | بیشینه |
| ۳    | کرهٔ جنوبی           | ۰    | ۰    | ۰      | ۰   | ۰    | بیشینه | ۰      | ۰      | بیشینه |
| ۴    | نیجریه              | ۰    | ۰    | ۰      | ۰   | ۰    | بیشینه | ۰      | ۰      | بیشینه |
| ۵    | روسیه               | ۰    | ۰    | ۰      | ۰   | ۰    | بیشینه | ۰      | ۰      | بیشینه |

| تاریخ  | ساعت  |                     | امتیاز |                     | ست ۱ | ست ۲ | ست ۳ | ست ۴ | ست ۵ | مجموع | گزارش |
| ------ | ----- | ------------------- | ------ | ------------------- | ---- | ---- | ---- | ---- | ---- | ----- | ----- |
| ۲۱-اوت | ۱۶:۰۰ | دومینیکن            | ۰–۰    | ایالات متحده آمریکا |      |      |      |      |      |       |       |
| ۲۱-اوت | ۱۸:۳۰ | کرهٔ جنوبی           | ۰–۰    | نیجریه              |      |      |      |      |      |       |       |
| ۲۲-اوت | ۱۶:۳۰ | ایالات متحده آمریکا | ۰–۰    | کرهٔ جنوبی           |      |      |      |      |      |       |       |
| ۲۲-اوت | ۱۹:۳۰ | روسیه               | ۰–۰    | دومینیکن            |      |      |      |      |      |       |       |
| ۲۳-اوت | ۱۶:۳۰ | کرهٔ جنوبی           | ۰–۰    | روسیه               |      |      |      |      |      |       |       |
| ۲۳-اوت | ۱۹:۳۰ | نیجریه              | ۰–۰    | ایالات متحده آمریکا |      |      |      |      |      |       |       |
| ۲۴-اوت | ۱۶:۳۰ | روسیه               | ۰–۰    | نیجریه              |      |      |      |      |      |       |       |
| ۲۴-اوت | ۱۹:۳۰ | دومینیکن            | ۰–۰    | کرهٔ جنوبی           |      |      |      |      |      |       |       |
| ۲۵-اوت | ۱۶:۳۰ | نیجریه              | ۰–۰    | دومینیکن            |      |      |      |      |      |       |       |
| ۲۵-اوت | ۱۹:۳۰ | ایالات متحده آمریکا | ۰–۰    | روسیه               |      |      |      |      |      |       |       |

## پیوند به برون
وبگاه رسمی ←u19.boys.2019.volleyball.fivb.com